# Víctor Basterra
Víctor Melchor Basterra (Buenos Aires, 1944-La Plata, 7 de noviembre de 2020) fue un obrero gráfico argentino que permaneció detenido-desaparecido durante la dictadura militar autodenominada Proceso de Reorganización Nacional y se destacó por haber sacado clandestinamente durante su cautiverio fotografías de detenidos desaparecidos y represores dentro del centro clandestino de detención ubicado en la Escuela de Mecánica de la Armada (ESMA) para luego ocultarlas y darlas a conocer una vez terminada la dictadura militar.

## Biografía
Víctor Basterra nació en Buenos Aires en 1944. Era de profesión obrero gráfico. En la década de 1970 fue militante de la agrupación Peronismo de Base.
El 10 de agosto de 1979 fue secuestrado junto con su exesposa y su hija recién nacida y conducido a la Escuela de Mecánica de la Armada (ESMA) donde permaneció detenido-desaparecido hasta diciembre de 1983, cuando asumió el gobierno democrático de Raúl Alfonsín, aunque permaneció vigilado y controlado hasta agosto de 1984.
Basterra fue uno de los testigos que declararon en el histórico Juicio a las Juntas donde presentó las fotos que tomó clandestinamente dentro de la ESMA.
Desde entonces el testimonio de Basterra ha sido importante en varias causas para individualizar represores. En 2002, el senador santafecino Horacio Usandizaga se enfrentó con Basterra debido a que este sostuvo que uno de los marinos cuyo ascenso estaba tratando la Cámara de Senadores se había desempeñado como represor en la ESMA.
En marzo de 2020 fue designado Personalidad Destacada de la Ciudad Autónoma de Buenos Aires en el ámbito de los derechos humanos por la Legislatura de la Ciudad Autónoma de Buenos Aires en reconocimiento a «su inclaudicable responsabilidad en la defensa irrestricta de los Derechos Humanos y en su compromiso irrenunciable con la Memoria, la Verdad y la Justicia».
Falleció en La Plata el 7 de noviembre de 2020.

## Las fotografías de Víctor Basterra
Víctor Basterra tomó relevancia por haber sacado una serie de fotos de detenidos-desaparecidos y represores durante su cautiverio dentro de la Escuela de Mecánica de la Armada.
Durante su detención en la ESMA Basterra debió realizar tareas de falsificación de documentos de identidad que luego eran utilizados por las Fuerzas Armadas en acciones ilegales. Para ello debía sacar fotografías. Basterra entonces comenzó a sacar fotografías de detenidos-desaparecidos y represores y a ocultarlas en las cajas de papel fotosensible. En los últimos años de la dictadura, Basterra estuvo sometido a un régimen de libertad vigilada que aprovechó para sacar las fotos de la ESMA y ocultarlas en su casa.